# Kotowszczany Dół
Kotowszczany Dół – dawna osada leśna w Polsce, w województwie lubelskim, w powiecie kraśnickim, w gminie Gościeradów.
1 stycznia 2024 nazwa miejscowości została zniesiona.
W latach 1975–1998 miejscowość administracyjnie należała do województwa tarnobrzeskiego.